# Molino de Maciá
El Molino de Maciá o Molino del Foix es un molino medieval del municipio español de Santa Margarida y Monjós, en la provincia de Barcelona. Actualmente es el Centro de Interpretación Histórica y Natural del municipio.

## Descripción
El molino está situado en núcleo de Monjós, en el municipio de Santa Margarita y Monjós. El molino aprovechaba la fuerza del agua del río Foix para moler grano y producir harina. Fue uno de los primeros edificios construidos en la zona llana del río, y funcionó primero como molino productor de harina y más tarde, a principios del siglo XX, cambió su actividad a bodega y almacén de vino.

## Historia
El Real Monasterio de Santa María de Santes Creus fue propietario del molino hasta épocas muy avanzadas. 
A lo largo de buena parte de la época moderna y contemporánea, la propiedad útil del molino recayó en manos de los Maciá, como parte del patrimonio proveniente de la Casa de Bartomeu, que entroncó con la Casa de Maciá en 1666. 
La familia Maciá ejercía el dominio útil del molino pero no explotaba la finca, sino que disponían de unos masoveros residentes en la masía construida junto al molino que, además de actuar como campesinos de los huertos y viñedos circundantes, ejercían de molineros. 
Hacia 1829, con la voluntad de mejorar la calidad de la producción, la familia Maciá llevó a cabo una profunda transformación del molino, convirtiéndolo en harinera. Con este objetivo, se creó un nuevo espacio destinado a acoger una gran rueda vertical. La harinera se mantuvo en funcionamiento hasta el principios del siglo XX. A partir de ese momento, la familia Maciá puso fin a la actividad molinera del recinto y lo convirtió en un almacén de vino. 
En 1995, la propiedad se convirtió en recinto no edificable y pasó a ser propiedad municipal.